# Morros (Maranhão)
Morros é um município brasileiro do estado do Maranhão. Localiza-se no Norte do estado e faz parte da região do Baixo Munim. Sua população é de 18 554 habitantes (Censo 2022).
Cidade ribeirinha, localizada à margem direita do rio Munim, encontra-se posicionada em relação ao seu estado, numa distância latitudinal de 2º 57’ 10’’ sul e 43º 54’15’’ longitudinal a oeste de Greenwich. Distante da capital em linha reta de 60 km, possui uma altitude de 40 m.

## História
Não há registros documentais do início do povoamento de Morros. A região recebia moradores de Icatu, que para lá iam para recreação, caçadas e aproveitar as águas do rio Una, entre as elevações do relevo, que deram o nome para o povoado. Acredita-se que a primeira choça não foi construída antes de 1750.
Por volta de 1839, o povoado recebeu tropas para defesa contra os rebeldes da Balaiada. No entanto, estes acabaram por conquistar a povoação. Posteriormente, a revolta foi cessada em todo o estado.
Com o tempo, a agricultura e o comércio foram se desenvolvendo na povoação, que era composta de choças. A primeira casa só viria a ser construída em 1852 pelo comerciante português Francisco Antônio Breda, para nela fazer seu comércio. Outros comerciantes portugueses também construíram comércios, motivo pelo qual o local ficou conhecimento como Portugalzinho.
Os portugueses Feliciano Fontoura Chaves, Bernadino Pires Ferreira e Marques dos Santos foram responsáveis pela construção da capela do povoado.
No final do século XIX, Manuel Pires Ferreira começou a articular a emancipação de Morros do município de Icatu, em razão do desenvolvimento do povoado. Em 28 de abril de 1898, por força da lei nº 210/1898, Morros foi emancipado com a categoria de vila e Manuel Pires Ferreira foi seu primeiro administrador. Manuel, no entanto, foi assassinado em 1908, sendo sucedido por Gregório Lopes.
Em seu governo, foi construído o primeiro mercado público e ocorreu a reforma do Porto da Barreira.
Entre 1931 e 1935, o município esteve extinto e seu território foi anexado a Icatu.
O Decreto-Lei Estadual nº 45, de 29 março de 1938 elevou Morros à categoria de cidade.
Em 1994, o então distrito de Cachoeira Grande foi emancipado e se tornou município. 

## Geografia

### Relevo
O relevo da região é formado por planícies suavemente onduladas, com extensas áreas rebaixadas de formação sedimentar recente, com morros testemunho. Os relevos residuais presentes na região contém outeiros e superfícies tabulares cujas bordas decaem em colinas de variadas declividades. A altitude da sede do município está a 38 metros acima do nível do mar.

### Clima
O clima do município é o tropical úmido, com precipitações anuais que variam de 1.600 a 2.400 mm ao longo dos meses de janeiro a junho e estiagem de julho a dezembro. A temperatura média anual de 27°C, sendo o período mais quente de outubro a novembro.

### Vegetação
A vegetação é composta por pastagens, floresta aberta com vegetação degradada com a presença de babaçual, além de mata ciliar com a presença de buritizais e juçarais.
Morros está inserido na Área de Proteção Ambiental de Upaon-Açu-Miritiba-Alto Preguiças.

### Hidrografia
A maior parte município está inserida na bacia hidrográfica do rio Munim, cujus afluentes são: rio Una (tem como afluentes os riachos: Grota da Bárbara, Contrato, Arruda, das Pacas, Galo e São Benedito, o igarapé do Arruda), rio Piranji (tem como afluentes os riachos Grota Seca, Mocambo, da Ferrugem, da Taquara, Timbó, das Pacas, Barro Branco, Mutum). 
Outras vias fluviais do município são: rio Riachão (com os riachos afluentes: dos Picos, Patos, Mutum e Escondido), rio Piriá (tem como afluente o rio Bacaba e os riachos: Miritiba, Buritizal, Cancela e Baixa Seca), rio Mapari (possui como afluentes os riacho do Brejo, Atoleiro e da Mata), o igarapé São Bento e o igarapé do Boiador. Também se encontram no município as lagoas do Meio e dos Picos.

### Demografia
De acordo com o Censo Demográfico de 2010, 79% da população do município é católica romana e 15% evangélica, 6% sem religião e menos de 1% pertencia a outras religiões.
Em 2022, 59,3% da população vivia na zona rural e 40,7% na zona rural.
Em 2022, 84,6% da população era parda, 10,2% era branca e 5,1% era preta.

## Economia
O PIB do município em 2021 era de R$ 149.936.069 (124º maior do estado), sendo dividido entre Administração, defesa, educação e saúde públicas e seguridade social (58,51%), Demais Serviços (33,11%), Indústria (3,67%) e Agricultura (4,71%).

## Infraestrutura

### Transportes
Morros está ligado a Axixá e Barreirinhas pela BR-402 e a Cachoeira Grande pela MA-020.

### Educação
Em 2012, Morros tinha 38 escolas municipais e 3 escolas estaduais.

### Saúde
O Hospital Regional de Morros é o principal estabelecimento de saúde do município, que também conta com o Hospital Municipal Padre Luís Muraro.

## Turismo e cultura

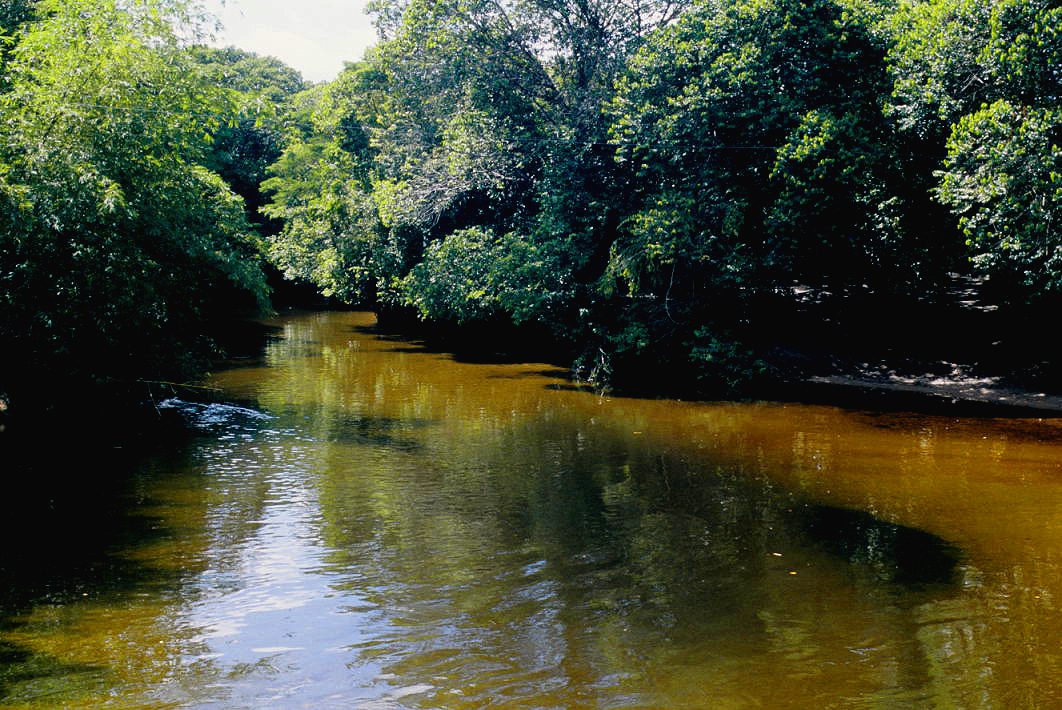
Rio Una, em Morros

Como atrações turísticas, tem destaque a beleza do rio Una, cujo leito é formado de areia fina, com alguns trechos de rochas e pedras, tendo suas margens compostas de uma vegetação exuberante. O rio recebe passeios de barcos pequenos ou canoas que levam os visitantes aos balneários: Una do Mato Grosso, Una dos Paulinos, Una do Bom Gosto, Una Grande, Una das Pedras, Una das Mulheres, Una dos Escoteiros, Una dos Moraes, Cachoeira do Arruda e Pedra Grande. A Cachoeira do Arruda é na realidade uma corredeira, formando piscinas naturais.
As principais manifestações folclóricas são o bumba-meu-boi sotaque de orquestra (com destaque para o Boi de Morros), tambor de crioula, dança portuguesa e cacuriá.